# Sherlock Holmes and the Leading Lady
Sherlock Holmes and the Leading Lady è un film per la televisione diretto da Peter Sasdy e coprodotto dalla Silvio Berlusconi Communications nel 1991.

## Curiosità
L'attore Christopher Lee torna a vestire i panni di Sherlock Holmes a trent'anni di distanza dal film Sherlock Holmes - La valle del terrore del 1962. A questo film televisivo seguirà  Sherlock Holmes: Incident at Victoria Falls nel 1992 con Lee per l'ultima volta nei panni di Holmes.